# Plaza de Mayo

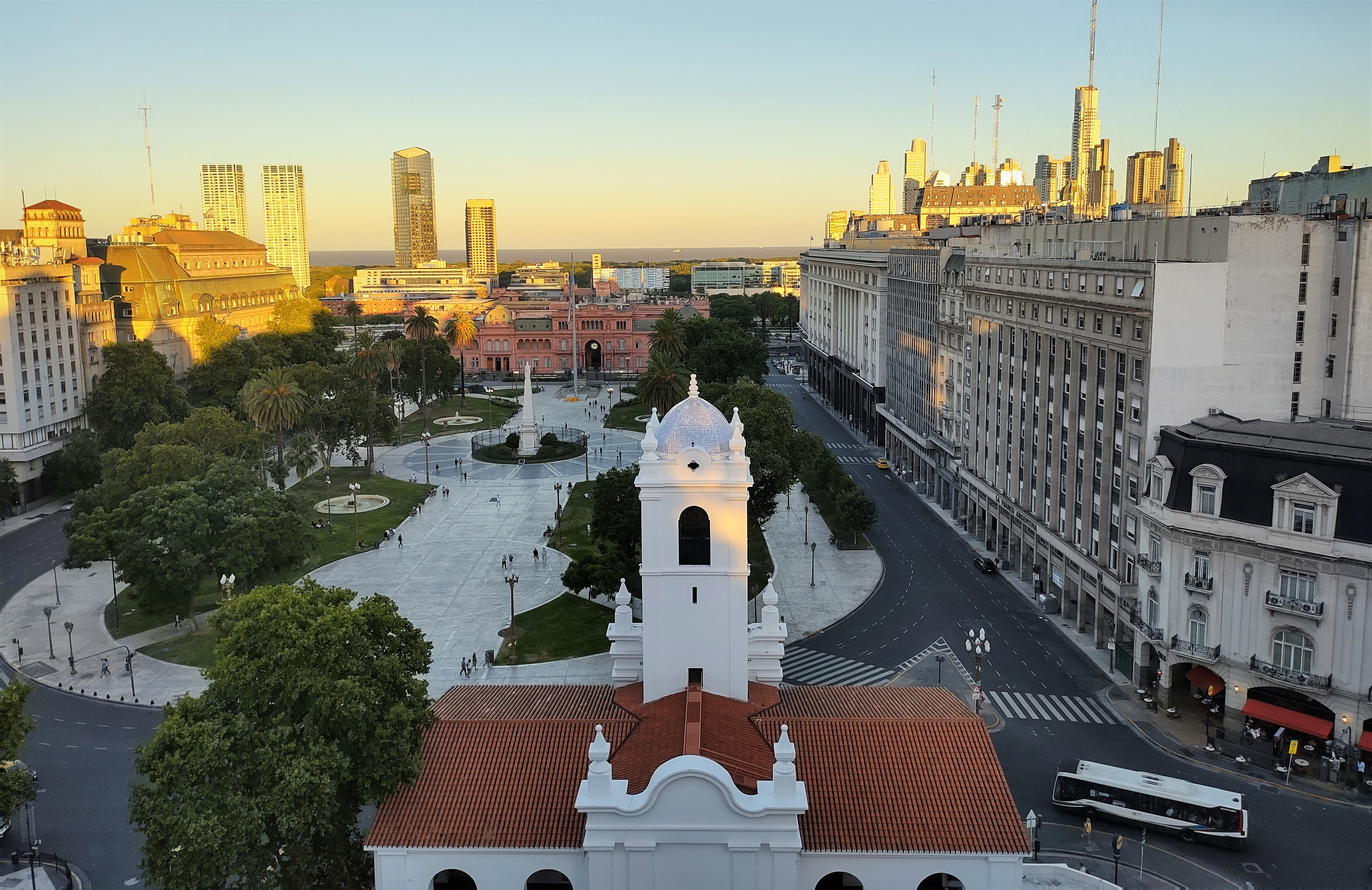
Die Plaza de Mayo

Die Plaza de Mayo („Mai-Platz“, benannt nach der Mai-Revolution) stellt das Herz der argentinischen Hauptstadt Buenos Aires dar. Dieser Ort ist das ehemalige Gründungsgebiet der Stadt und dient wie fast alle südamerikanischen Plazas repräsentativen Zwecken. Er liegt nahe dem alten Hafen im Stadtteil Monserrat.
Nach den britischen Invasionen 1806 und 1807 trug der zuvor als Plaza del Mercado (dt. Marktplatz) bekannte Platz einige Jahre den Namen Plaza de la Victoria (dt. Siegesplatz). Der Platz ist heute nach dem Befreiungsmonat Mai des Jahres 1810 benannt, denn sechs Jahre später erlangte Argentinien seine Unabhängigkeit von der Kolonialmacht Spanien. Er war Ort der Unabhängigkeitsfeier und ist ein Schauplatz politischer Kundgebungen oder Demonstrationen von hohem Symbolwert.

## Lagebeschreibung
Auf die rechteckig angelegte Plaza de Mayo läuft die Avenida Rivadavia zu, die ab der Plaza del Congreso zur Avenida de Mayo wird. Auch mehrere U-Bahn-Linien laufen hier zusammen. So befindet sich hier der U-Bahnhof Plaza de Mayo. Rund um die zentrale Pirámide de Mayo befinden sich im Nordwesten die Kathedrale von Buenos Aires und die Banco de la Nación Argentina. Südwestseitig liegen das Rathaus und nordwestseitig der Cabildo zwischen zwei hier endenden Diagonalstraßen. Der Platz selbst ist durch eine Parkanlage geprägt.

## Architektur
Das einzige, teilweise erhaltene, Haus aus der Kolonialzeit ist der an der Westseite der Plaza gelegene Cabildo (der ehemalige Regierungssitz). Das heute zu sehende Gebäude wurde 1725 errichtet und teilweise wieder abgerissen, um Platz für den Bau zweier Avenidas zu schaffen. Gegenüber dem kolonialzeitlichen Rathaus steht der 1884 errichtete Präsidentenpalast Casa Rosada („Rosa Haus“). Er verdankt seinen Namen der rosafarbenen Fassade und wurde im Laufe der Zeit mehrmals umgebaut. Diesem Umstand hat er auch seine asymmetrische Form zu verdanken. Errichtet wurde der Präsidentenpalast genau an der Stelle, an der 1580 das erste Fort aus der Zeit der zweiten Stadtgründung stand.
An der nordöstlichen Ecke der Plaza de Mayo steht das 1888 fertig erbaute Gebäude der Banco de la Nación. Sehenswert ist das Innere der achteckigen Kuppel. Das Gebäude ist der Hauptsitz der größten staatlichen Bank Argentiniens und beinhaltet immer noch die aus mehr als 10.000 Tresoren bestehende Schatztruhe der Nationalbank. An der Rückseite des Bankgebäudes schließt sich in nördlicher Richtung das Bankenviertel der Stadt an.
Auf der nordwestlichen Ecke der Plaza steht die 1862 erbaute Catedral Metropolitana. In ihr befindet sich unter anderem das Grab des argentinischen Befreiungskämpfers und Nationalhelden José de San Martín.

## Bombardierung der Plaza de Mayo 1955

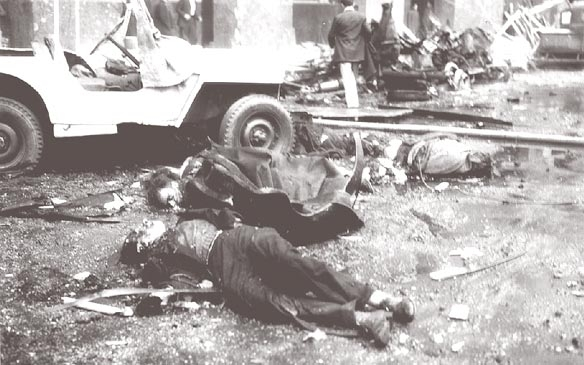
Opfer der Bombardierung der Plaza de Mayo, 16. Juni 1955

Nachdem der argentinische Präsident Juan Perón 1955 ins Exil fliehen musste, riefen seine Anhänger zum Widerstand gegen die Machtergreifung der Militärs auf. Es kam zu Gefechten zwischen dem Militär und bewaffneten paramilitärischen Gewerkschaftsverbänden. Höhepunkt der bürgerkriegsähnlichen Auseinandersetzungen war die Bombardierung der Casa Rosada und einer Kundgebung auf der Plaza de Mayo am 16. Juni 1955 durch Kampfflugzeuge der argentinische Luftwaffe und Marine, bei der mehr als 300 Demonstranten zu Tode kamen.

## Mütter der Plaza de Mayo

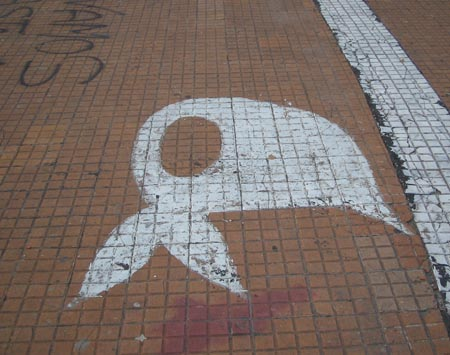
Das weiße Kopftuch der Madres, auf den Boden der Plaza de Mayo gemalt

Während der Militärdiktatur von 1976 bis 1983 wurde die Plaza de Mayo international bekannt durch die Madres de Plaza de Mayo (Mütter der Plaza de Mayo) und die Abuelas de Plaza de Mayo (Großmütter der Plaza de Mayo). Diese protestierten seit dem 30. April 1977 dort wöchentlich mit einem Schweigemarsch gegen das gewaltsame spurlose Verschwinden ihrer Söhne, Töchter und Enkelkinder, für das die Regierung verantwortlich war. Diese wöchentlichen Proteste werden mit der Forderung nach Aufklärung der Verbrechen der Militärdiktatur bis heute (Stand 2019) fortgesetzt.

## Galerie

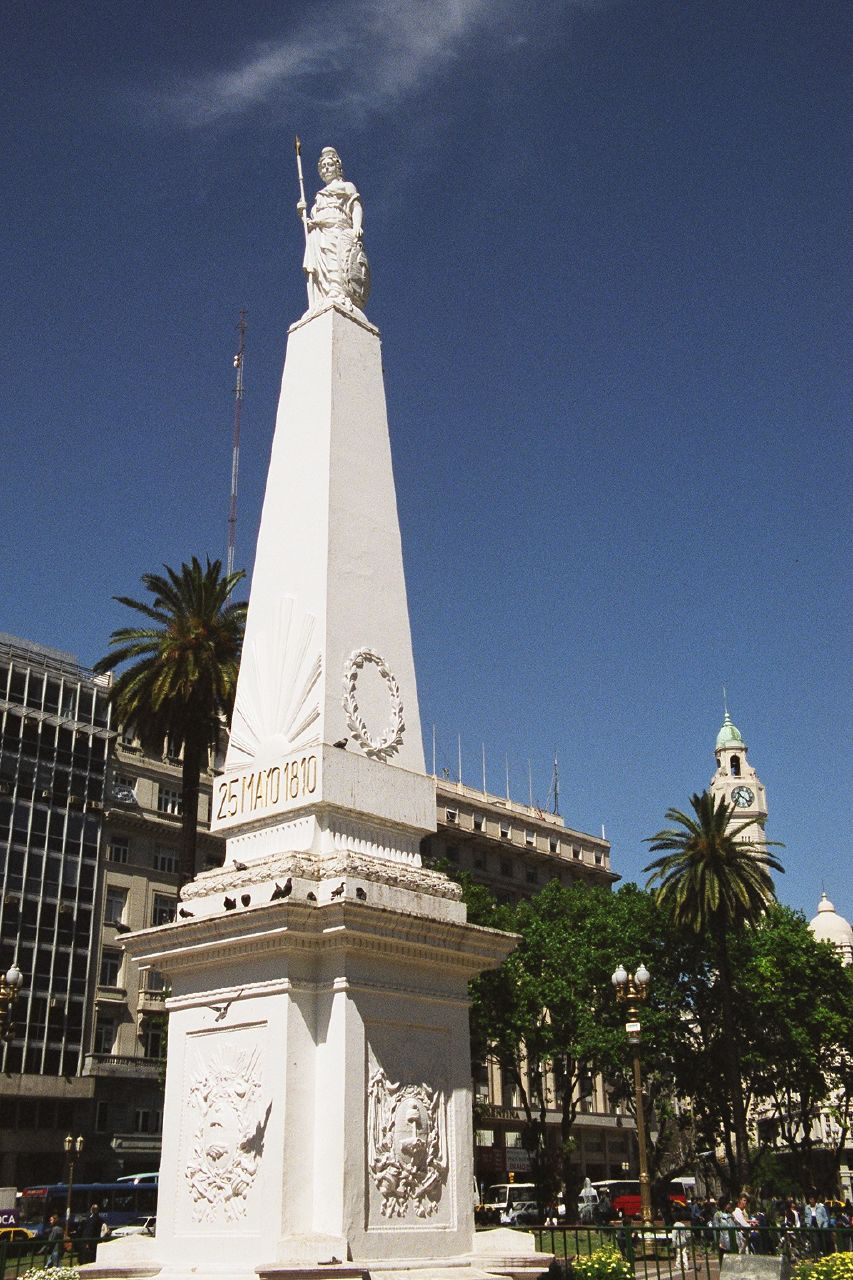
Die sog. Pirámide de Mayo
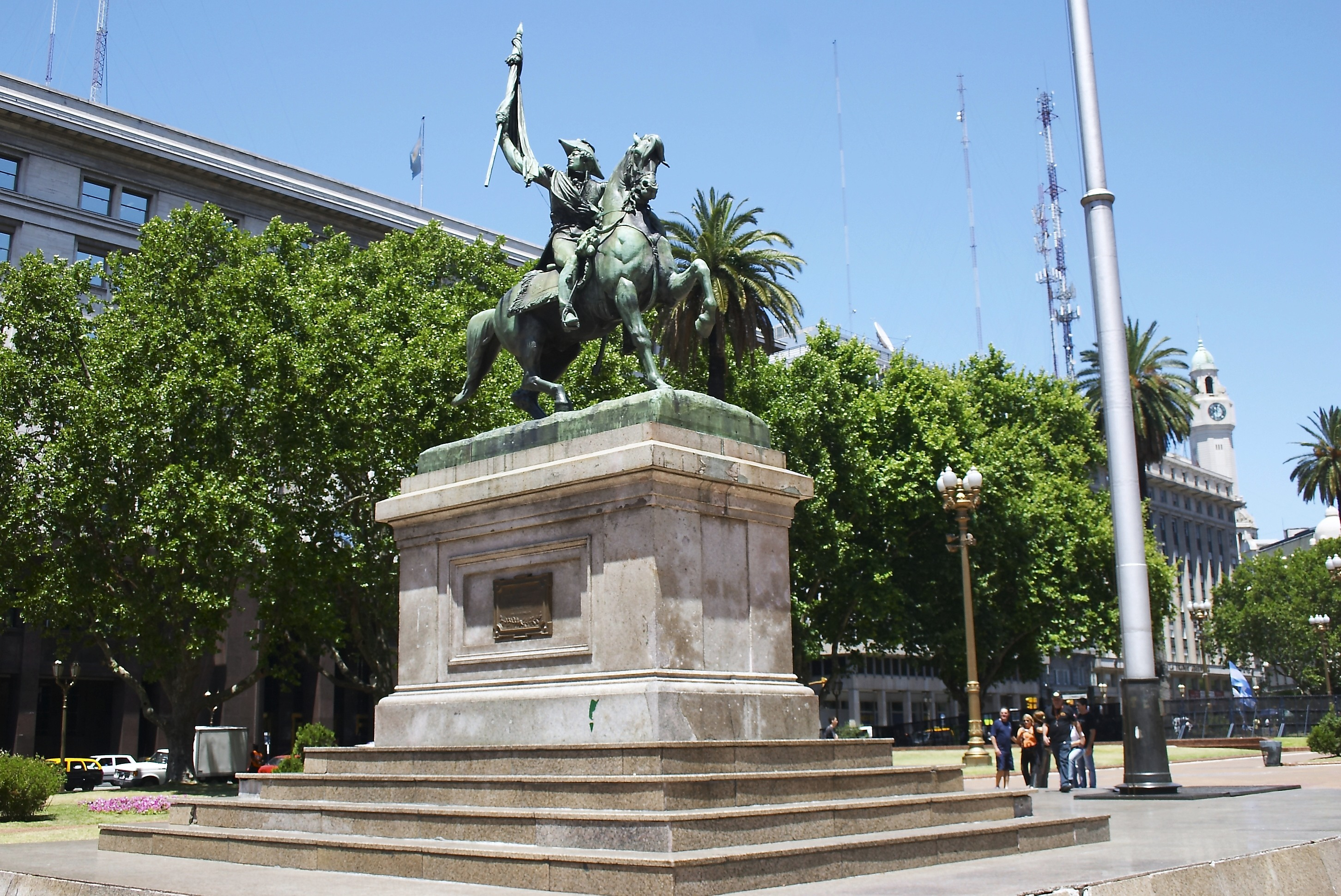
Reiterstandbild von Manuel Belgrano
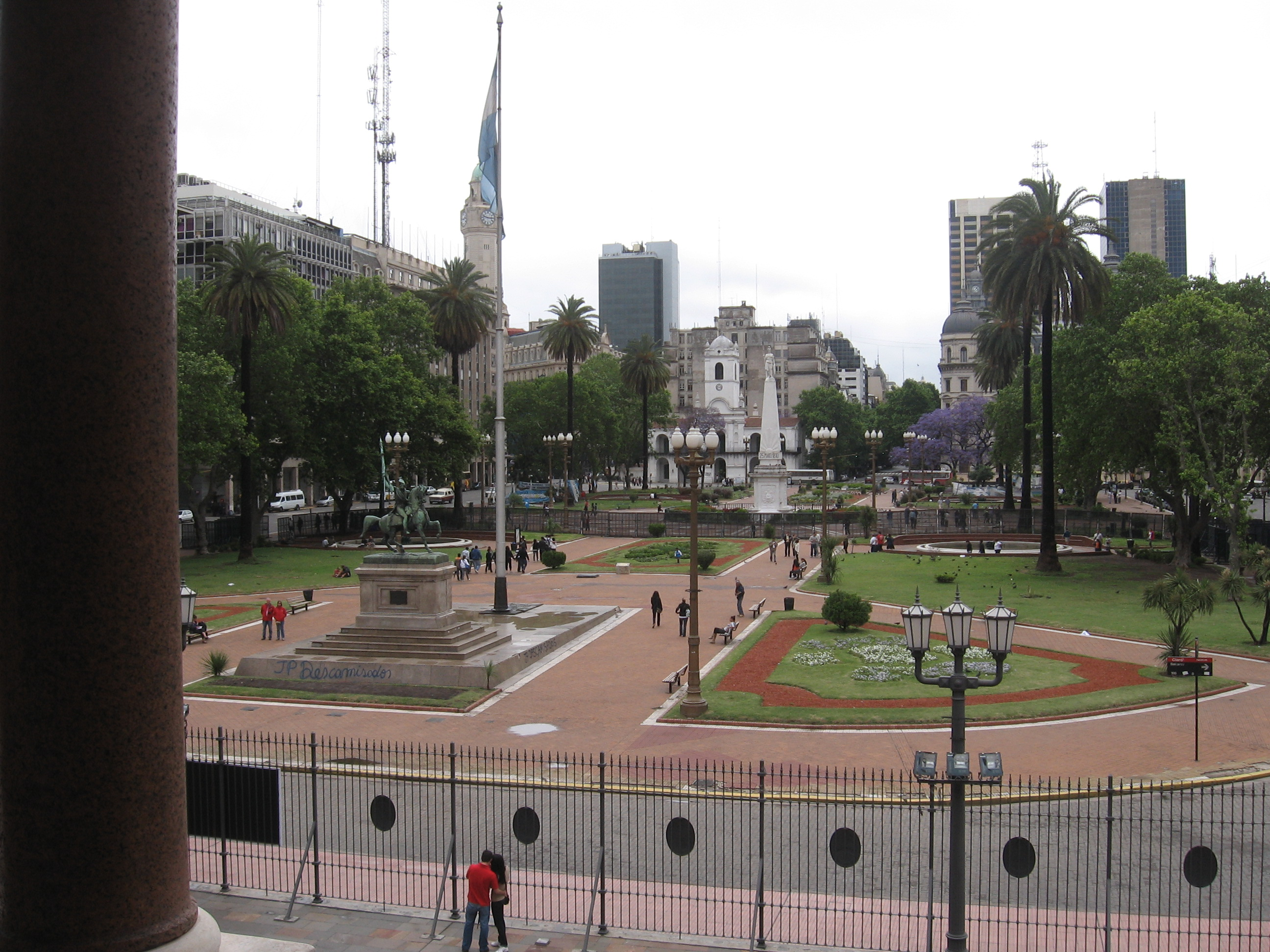